# Marie du Sacré-Cœur Bernaud
 (juillet 2016).
Si vous disposez d'ouvrages ou d'articles de référence ou si vous connaissez des sites web de qualité traitant du thème abordé ici, merci de compléter l'article en donnant les références utiles à sa vérifiabilité et en les liant à la section « Notes et références ».
Marie du Sacré-Cœur Bernaud, dans le siècle Marie-Constance Bernaud (Besançon, 28 octobre 1825 - 3 août 1903, Bourg-en-Bresse), est une religieuse française, de l'ordre de la Visitation, connue pour avoir été l'innovatrice de la Garde d'Honneur du Sacré-Cœur. La cause pour son statut de Vénérable est en cours depuis 2010, puisqu'elle est déjà reconnue Servante de Dieu.

## Biographie
Malgré son désir de vie religieuse, Marie-Constance Bernaud est mariée à l'âge de quinze ans à M. Thieulin. Elle parvient à le faire revenir à la pratique religieuse, avant qu'il ne meure prématurément, en 1846. Veuve à 20 ans, elle fait une retraite spirituelle à la Visitation de Bourg-en-Bresse, où elle perçoit son idéal de vie religieuse. Elle y entra en 1849, et elle fit sa profession religieuse en avril 1851 sous le nom de sœur Marie du Sacré-Cœur. 
Au pensionnat, elle est l'une des enseignantes les plus appréciées par les élèves, qui la surnomment volontiers Sœur du Pur amour. Tombée malade, elle est totalement guérie après avoir effectué une neuvaine au Sacré-Cœur et à la future sainte, Marguerite-Marie Alacoque. 
Le 7 juin 1862, la communauté visitandine de Bourg se consacre au Sacré-Cœur. C'est au cours de cet événement que sœur Bernaud eut la vision d’un cadran où le centre était occupé par le cœur de Jésus et les heures par les noms de ceux qui s’engageaient à consacrer une heure à l’adoration du Sacré-Cœur. Un premier cadran fut réalisé avec le nom de chacune des sœurs de la communauté. Rapidement, de nombreuses personnes demandèrent à être inscrites sur le cadran, dont l'évêque même. Mgr de Langalerie érigea en confrérie la Garde d’Honneur du Sacré-Cœur de Jésus. 
L’œuvre se répandit dans le monde entier jusqu'à ce que le pape Léon XIII érige la Garde d’Honneur en archiconfrérie avec pour son centre le couvent de la Visitation de Bourg. Sœur Marie du Sacré-Cœur resta humble et ignorée, continuant ses tâches de religieuse, bien qu'elle ne cessa d'encourager la Garde d'Honneur et ses membres jusqu'à sa mort, survenue le 3 août 1903.

## Béatification et canonisation
La cause pour son statut de Vénérable, voire sa béatification ultérieure est engagée depuis 2010 dans le diocèse de Belley-Ars, au titre duquel elle est déjà considérée comme Servante de Dieu.

### Articles liés
- Garde d'Honneur du Sacré-Cœur
- Ordre de la Visitation